# Кубок Кремля 2007
Кубок Кремля 2007 — 18-й розыгрыш ежегодного профессионального теннисного турнира среди мужчин и женщин, проводящегося в Москве (Россия) и являющегося частью тура ATP в рамках международной серии и тура WTA в рамках серии турниров 1-й категории.
В 2007 году турнир прошёл с 8 по 14 октября. Соревнование продолжало серию зальных турниров, расположенную в календаре между US Open и Итоговыми турнирами.
Прошлогодние победители:
- в мужском одиночном разряде —  Николай Давыденко
- в женском одиночном разряде —  Анна Чакветадзе
- в мужском парном разряде —  Фабрис Санторо и  Ненад Зимонич
- в женском парном разряде —  Квета Пешке и  Франческа Скьявоне

## Соревнования

### Мужчины. Одиночный турнир
Николай Давыденко обыграл  Поля-Анри Матьё со счётом 7-5, 7-6(9).
- Давыденко выигрывает 1-й титул в сезоне и 11-й за карьеру в основном туре ассоциации.
- Матьё уступает 1-й финал в сезоне и 2-й за карьеру в основном туре ассоциации.

### Женщины. Одиночный турнир
Елена Дементьева обыграла  Серену Уильямс со счётом 5-7, 6-1, 6-1.
- Дементьева выигрывает 2-й титул в сезоне и 8-й за карьеру в туре ассоциации.
- Уильямс уступает 1-й финал в сезоне и 11-й за карьеру в туре ассоциации.

### Мужчины. Парный турнир
Марат Сафин /  Дмитрий Турсунов обыграли  Томаша Цибульца /  Ловро Зовко со счётом 6-4, 6-2.
- Сафин выигрывает 1-й титул в сезоне и 2-й за карьеру в основном туре ассоциации.
- Турсунов с 4-й попытки побеждает в финале соревнования основного тура ассоциации.

### Женщины. Парный турнир
Кара Блэк /  Лизель Хубер обыграли  Викторию Азаренко /  Татьяну Пучек со счётом 4-6, 6-1, [10-7].
- Блэк выигрывает 7-й титул в сезоне и 34-й за карьеру в туре ассоциации.
- Хубер выигрывает 7-й титул в сезоне и 22-й за карьеру в туре ассоциации.